# Route nationale 13bis
Die N13bis war eine französische Nationalstraße, die 1949 bei der Reform der großen Achsen aus Teilen der N14 und N182 entstand. Sie verlief zwischen der N13 westlich von Bonnières-sur-Seine und Le Havre. Ihre Länge betrug dabei 156 Kilometer. In den 1960er Jahren erhielt die Straße südlich von Val-de-Reuil eine Führung über eine Neubautrasse und übernahm dabei auch einen Teil der N154. 1978 erfolgte durch die Reform von 1972 die Umnummerierung in N15, die 2006 abgestuft wurde.